# Aulotropha pentasticta
Aulotropha pentasticta är en fjärilsart som beskrevs av Edward Meyrick 1918. Aulotropha pentasticta ingår i släktet Aulotropha och familjen praktmalar, Oecophoridae. Inga underarter finns listade i Catalogue of Life.